# Luigi Prinotto
Luigi Prinotto (Cissone, 1685 circa – Torino, 22 aprile 1780) è stato un ebanista italiano, esponente dello stile Luigi XV piemontese.

## Biografia
Luigi Prinotto, ebanista alla Corte Sabauda, è segnalato a Torino nel 1721 - quindi prima di Pietro Piffetti - anno in cui il suo nome compare per la prima volta nei registri di pagamenti del Palazzo reale di Torino. Aveva quindi a Torino una avviata bottega di mobili, finemente intersiati con legno di noce di varie tonalità, con bois de rose e con altri legni da frutta, con la madreperla e l'avorio. Esecutore attento e preciso, è oggi noto in particolare per la scrivania a ribalta, intarsiata in avorio, con figure che rappresentano episodi dell'assedio di Torino, del 1706, che vide il sacrificio del soldato Pietro Micca.  Questo scrittoio fu eseguito nel 1723, per il Palazzo Reale di Torino, probabilmente ad uso esclusivo del re. 
Nell'intarsio è rappresentato l'esercito franco-spagnolo contro quello vittorioso piemontese-austriaco comandato dal generale imperiale Wirich Philipp von Daun, con la collaborazione del principe Eugenio di Savoia per conto del duca Vittorio Amedeo II di Savoia, che più tardi diventò il primo re del suo casato.

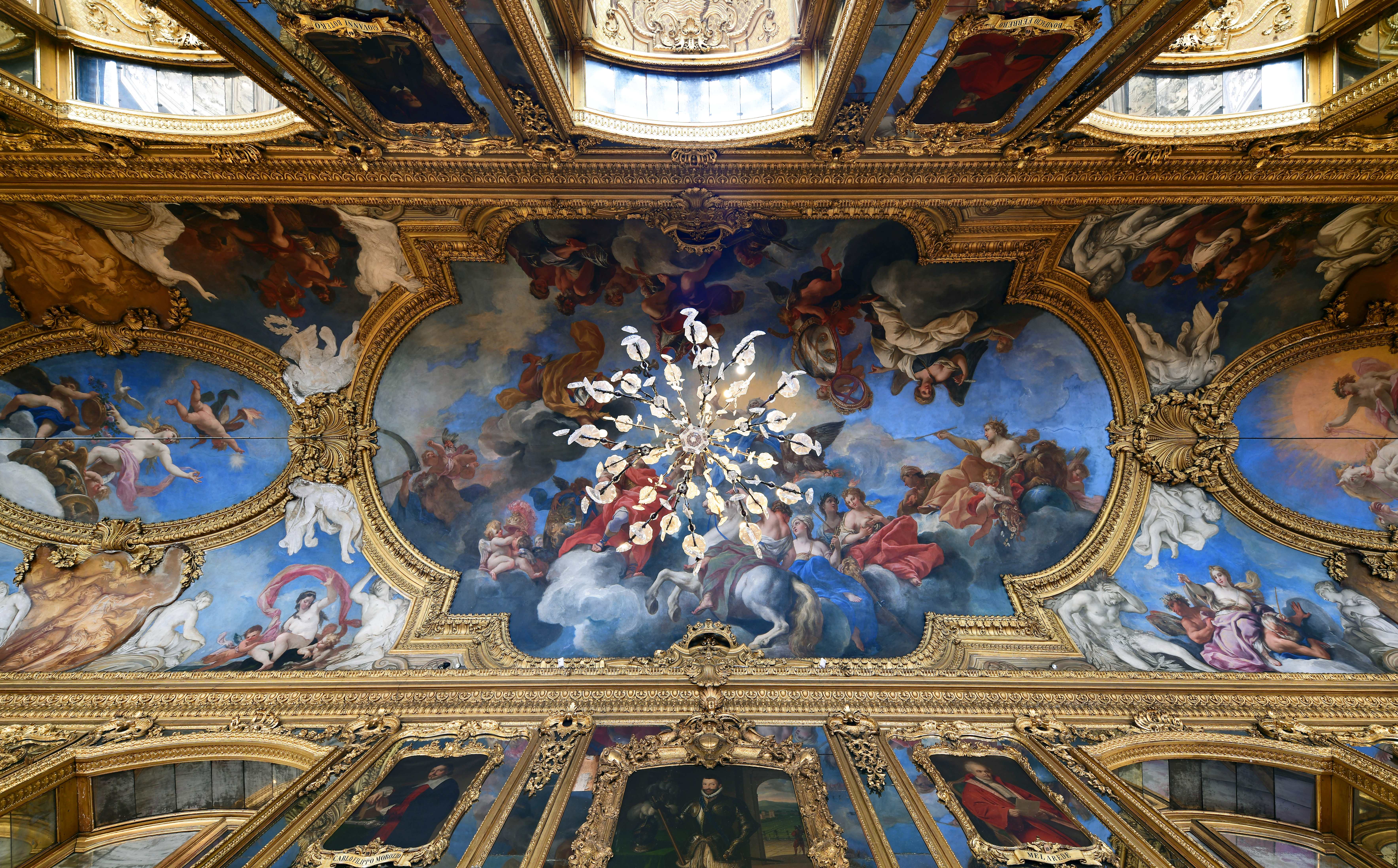
Palazzo Reale di Torino, Galleria del Daniel

Una seconda scrivania, con scene campestri e vedute di caccia (databile 1723-1725) è al Museo civico d'arte antica a Palazzo Madama (Torino). Un terzo scrittoio, a più cassetti, intarsiato con legni di palissandro e di ebano, con inserti in avorio rappresentanti feste famliari e campestri, forse eseguito su disegno di Pietro Domenico Olivero, è datato 1720-1725. 
Luigi Prinotto collaborò con Piffetti per eseguire mobili intarsiati per il palazzo reale di Torino. 
Lavorava tarsie, anche di dimensioni minime. Gli arredi che uscivano dalla sua bottega erano eseguiti con raffinata sapienza ed erano caratterizzati da eleganza fastosa, in gusto rococò, pur nel solco della tradizione.
Al Museo civico d'arte antica di Palazzo Madama si conservano altre opere di Luigi Prinotto: una cornice in legno intarsiata in madreperla, firmata a datata 1722, con dentro una Annunciazione, dipinta su seta da Claude Girard; un medagliere del 1730, intarsiato di ebano, palissandro, madreperla e avorio e la scrivania a ribalta, con intarsi di feste campestri e scene di caccia. È stato acquistato nel 2001 da questo Museo un tabernacolo in legno, intagliato, dorato e intarsiato in avorio e madreperla che proviene dalla cappella della villa "La Vernea", a Nichelino (TO).
Nel 1736 realizzò il cassettone a quattro tiretti con le Storie di San Bruno e dell’Ordine dei Certosini in collezione privata.
Del 1740 è il coro di 28 stalli realizzato in collaborazione con lo scultore GIUSEPPE MAROCCO e con il minusiere GIACOMO FILIPPO DE GIOVANNI che ha vissuto una storia travagliata ed era scomparso dall’Italia per 200 anni. È stato recentemente restaurato dalla Venaria Reale. Si ignora l’originaria collocazione.
Un inginocchiatoio (eseguito nel 1762), un trumeau a ribalta con alzata a specchio e una scrivania detta di Diana, opere di Luigi Prinotto, si trovano negli appartamenti del Re e della Regina, a Stupinigi.